# Gaulosen
Gaulosen er en ca. 10 kilometer lang fjordarm af Trondheimsfjorden i  Trøndelag fylke i Norge. Byneset i Trondheim kommune ligger nord for Gaulosen, og Børsa og Buvika i Skaun kommune ligger på sydsiden. Længst inde i fjorden ligger Øysand som hører til  Melhus kommune. Ved Viggja i Skaun kommune mødes Gaulosen, Orkdalsfjorden og Korsfjorden. Elven Gaula danner et delta hvor  den løber ud i Gaulosen ved kommunegrænsen  mellem Melhus og Trondheim.
Dette er det eneste større floddelta i Sydnorge som ikke er berørt af opfyldninger og taget i brug til industriområde, flyveplads eller lignende, selvom der ikke har manglet på planer gennem tiden for at udnytte området. Under anden verdenskrig tænkte tyskerne på at bygge en stor by, Neu-Drontheim, på Øysand og i nabobygden Leinstrand. Man kan stadig  se resterne af en påbegyndt ubådshavn i Buvikberga mellem Øysand og Buvika.

## Naturbeskyttelse
Der findes nu fire naturreservater, og et landskapsvernområde her.
Gaulosen naturreservat og landskapsvernområde er et Ramsar-område og ligger i elvmundingen. Det omfatter store mudderområder som tørlægges ved ebbe. Længst ude ligger øen Storøra med sparsom vegetation, og en stor koloni med hættemåger. Her hænder det også, at dværgmåger dukker op. På Øysandsiden af deltaet ligger en stor strandeng. Gaulosen er den mest kendte fuglelokalitet ved Trondheim. Her kan man hele året, men specielt i træktiderne, se store mængder gæs, ænder og vadefugle.
Et stykke oppe ad elven ligger Leinøra naturreservat. Her vokser en tæt skov af havtorn, som bliver usædvanlig høj i dette område. Humle klatrer op i tindveden og giver et junglelignende præg. Længst inde på Leinøra ses næste trin i successionen, hvor grå-el og elmvokser op og skygger over havtornen.
Videre op langs Gaula ligger interessante områder som ikke er fredet. Her findes det grusøer med blandt andet tysk tamarisk, tindved og astragel (Alpe-Astragel). På disse grusøer kan man se lille præstekrave. Langs elven findes også elme- og hægskove, hvor der kan findes gul frøstjerne og bittersød natskygge.
Ud for Buvika, på sydsiden af Gaulosen, ligger Buvikfjæra. Her overvintrer mange ænder og canadagæs. 
I sydvendte lier nord for Gaulosen ligger Apoteket naturreservat og Lauglolia og Sundsberga naturreservat. Disse områder er fredet på grund af ædelløvskov og en artsrig flora. Lauglolia er et af de få steder i Trøndelag, hvor spætmejsen forekommer. Her findes også kærnebider og bøgesanger.